# Nicolás de Azcárraga
Nicolás de Azcárraga y Montero (Ciudad de México, 1627 - Zacatecas, 1686) fue un administrador colonial y gobernador interino de Nuevo León.

## Orígenes
Nace en la Ciudad de México, hijo de Martín Pérez de Azcárraga y María Montero. Fue bautizado el 25 de julio de 1627 en la Catedral de la Ciudad de México.
Realizó sus estudios de gramática y filosofía en el Colegio Real de San Idelfonso. Se traslada a Veracruz donde le es conferido el cargo de Alcalde ordinario y Capitán de Guerra y gobernador de Armas

## Gobernador del Nuevo Reino de León
Al enterarse Carlos II de España de la muerte de Martín de Zavala, nombra a Nicolás de Azcárraga Juez de residencia de Martín de Zavala y de León de Alza, tomando posesión del gobierno el 14 de julio de 1667. Una vez concluidas las averiguaciones sobre las actuaciones de los gobernadores anteriores y del ayuntamiento de Monterrey absuelve este último y a León de Alza por haber gobernado responsablemente, pero condena el gobierno de Martín de Zavala por la deuda contraída a la real hacienda.
Con el descubrimiento en 1671 de nuevo yacimientos mineros en el puesto de los Muertos ordena a toda la población a no sustraer a la población indígena de la provincia.
Solicitó en 1672 el escudo de armas para la ciudad de Monterrey que fue otorgado por cédula real el 9 de mayo de 1675
El pueblo de Santa Teresa del Alamillo, fundado con tribus de los mimioles, blancos y axipayas, se extinguió para fundar el pueblo de Agualeguas.